# Lingapura, Srinivaspur
Lingapura là một làng thuộc tehsil Srinivaspur, huyện Kolar, bang Karnataka, Ấn Độ.